# Йенсен, Роальд
Роальд Йенсен (норв. Roald Jensen; 11 января 1943 — 6 октября 1987) — норвежский футболист, один из лучших игроков Норвегии своего времени, выступавший за норвежский клуб «Бранн» и шотландский «Харт оф Мидлотиан» («Хартс»). Йенсен был известен под прозвищем «Книксен», что на местном диалекте в родном для футболиста Бергене означает «жонглёр».
С раннего возраста Йенсен интересовался футболом. Впервые сыграл за первую команду «Бранна» в 1960 году в возрасте 17 лет и в том же году провёл первый матч за сборную. «Бранн» с Йенсеном выиграл чемпионат Норвегии в сезоне 1961/62 и 1963 года. После вылета «Бранна» из высшего дивизиона в 1964 году Йенсен переехал в Шотландию, став первым игроком «Харт оф Мидлотиан» не c Британских островов. Играя в Шотландии, Йенсен не мог выступать в сборной Норвегии, поскольку в то время в команду не разрешалось вызывать профессиональных игроков (правило отменили в 1969 году).
В 1971 году Йенсен вернулся в «Бранн» и в следующем году выиграл с клубом Кубок Норвегии. Ушёл из футбола после сезона 1973 года, когда ему было лишь 30 лет. Умер в 1987 году из-за проблем с сердцем. Награда футболисту года в Норвегии носила название «Книксен» в честь Йенсена. В 1995 году рядом со стадионом «Бранн» ему был воздвигнут памятник.

## Ранние годы
Роальд Йенсен родился в Бергене, в семье архитектора Карла Ингольфа Йенсена (1908—1975) и его жены Кирстен Алис Рокне (1916—?), и вырос в районе Эйдсвагнесс. Его младший брат Кьелл Йенсен также стал футболистом. В детстве Роальд часами играл в футбол в саду. В автобиографии «Дайте мне О..!, Книга об Огне» (норв. Gje meg en B -!, Boka om Brann) Роальд рассказал, как потерял маленький мяч, который получил в подарок в четыре года. Он назвал время без мяча самым несчастным в своей жизни. В десять лет Роальд вместе с товарищами основал футбольную команду под названием «Динамо». Команда была названа в честь московского «Динамо», которое приезжало на турне по Великобритании в 1945 году. В одной из игр за эту команду Йенсен забил 15 мячей, и «Динамо» выиграло со счётом 22:0. Йенсен также был членом местного молодёжного отряда «Норднес Батайон».
Йенсен присоединился к клубу «Бранн» в возрасте 13 лет и хорошо проявил себя в его молодёжных составах. Уже в то время его стали замечать благодаря хорошим техническим навыкам. В 1959 году молодёжная команда «Бранн» выиграла национальный чемпионат. В финале на стадионе клуба присутствовали 16 000 человек.
После окончания средней школы Йенсен в течение двух лет учился в Технической школе Бергена, но затем решил сосредоточиться на футболе.

## Клубная карьера

### «Бранн»
Свой первый матч за основную команду «Бранна» Йенсен сыграл в апреле 1960 года против «Викинга». Поскольку Роальду было всего 17 лет, клуб должен был получить специальное разрешение, чтобы выпустить его на поле. Он сыграл все шесть оставшихся матчей сезона 1959/60, забив два гола, однако по результатам сезона «Бранн» перешёл классом ниже, в региональную лигу. Роальд Йенсен сыграл все восемь матчей в этой лиге осенью 1960 года. Уже вскоре он завоевал известность благодаря своему контролю мяча, точным ударам и пасам. Популярность Йенсена стала расти, он получил прозвище «Книксен».
После весеннего сезона 1961 года «Бранн» вышел из региональной лиги в более высокий дивизион. В газете Morgenposten появилась информация, что Йенсен подписал контракт с мадридским «Реалом». Новость в итоге оказалась шуточной, но многие читатели в неё поверили. В 1961 году система норвежских лиг подверглась реорганизации, а осенний сезон 1961 года растянулся на 18 месяцев. Десять из 30 игр были проведены осенью, Йенсен выходил на поле во всех десяти встречах, забив пять мячей. Он также играл во всех матчах «Бранна» в Кубке Норвегии 1961 года, в котором команда дошла до полуфинала, где уступила «Фредрикстаду». На матч пришло 24 800 человек, что и полвека спустя оставалось рекордом для стадиона «Бранн». В 1961 году Йенсен часто вызывался в национальную сборную, за которую сыграл семь матчей.
В сезоне 1961/62 Йенсен помог «Бранну» выиграть его первый чемпионский титул. Он составил атакующее трио с Рольфом Биргером Педерсеном и Роальдом Поульсеном, и на троих они забили 75 голов. В книге Godfoten Нильс Арне Эгген рассказывает, как Йенсен и Педерсен в предпоследней игре сезона против «Русенборга» сняли футбольные бутсы и играли в одних носках, желая продемонстрировать своё превосходство и унизить оппонента. Однако правдивость этой информации остаётся под сомнением — в частности, Педерсен отрицал, что такое было на самом деле. «Бранн» выиграл этот матч со счётом 4:1, и один из голов забил Йенсен. На этой же игре произошёл скандальный инцидент — болельщик «Русенборга» ударил Йенсена зонтом. По итогам сезона газета VG признала Йенсена «нападающим года», а норвежский спортивный ежегодник Sportsboken объявил его «игроком года».
Перед сезоном 1963 года к Йенсену проявляли интерес итальянские клубы, но он ответил отказом. В ходе сезона на матчи «Бранна» приходило в среднем 15,5 тыс. человек, что оставалось рекордом чемпионата Норвегии до 2003 года. В этом сезоне клуб повторил свой прошлогодний успех, снова завоевав чемпионское звание, а Йенсен забил десять голов в 18 матчах. Однако попасть в Кубок европейских чемпионов УЕФА клубу не удалось: чемпионат проводился по системе «весна-осень» и участники еврокубков определялись после девятого тура — на тот момент лидировал «Люн».
В сезоне 1964 года «Бранн» начинал одним из фаворитов первенства Норвегии и, по прогнозам, мог выиграть свой третий чемпионат подряд. Однако многие ключевые игроки, за исключением собственно Йенсена, были травмированы, в итоге команда выиграла только один из первых девяти матчей в лиге. Во второй половине сезона «Бранн» пребывал в зоне вылета, а Йенсен забивал в несколько раз меньше, чем в предыдущие сезоны. Перед решающим матчем сезона «Бранн» шёл на предпоследнем месте и отставал на одно очко от «Викинга». Команде предстояло сыграть дома с «Рёуфоссом», который уже потерял шансы на выход из зоны вылета. Несмотря на то, что у «Бранна» было много шансов забить, «Рёуфосс» выиграл с минимальным счётом, и в итоге обе команды покинули высший дивизион. Вылет из высшей лиги заставил Йенсена принять решение о переходе в шотландскую команду «Хартс».

### «Хартс»
Йенсен перешёл в «Хартс» в январе 1965 года, после того, как «Бранн» покинул высший дивизион чемпионата Норвегии. Он стал первым легионером клуба из-за пределов Британских островов. Тренер клуба Тони Уолкер говорил позже, что Йенсен — величайший талант, который присоединился к «Хартсу» в тот период. Норвежец дебютировал в составе «Хартс» 2 января 1965 года в матче против «Данфермлин Атлетик». Хотя команда и проиграла 3:2, игра Йенсена получила положительные отзывы. Газета Edinburgh Evening News вышла с заголовком «Пятизвёздочное шоу Йенсена!». Журнал Aktuell опубликовал фотографию Йенсена с его трофеями, норвежская пресса пристально следила за каждым его шагом. Одержав победу над «Терд Ланарк» со счётом 3:1, «Хартс» продемонстрировали, что могут в этом сезоне побороться за чемпионство. 17 января команда Йенсена поднялись на вершину турнирной таблицы, победив «Селтик» со счётом 2:1.

Новым мальчиком, который затмил всех, был Роальд Йенсен, новый легионер из Норвегии. Он был тем, кто охладил «Селтик». Кто приручил мяч. Кто никогда не делал шаг, который не был продуман. — «Йенсен спасает день» Sunday Evening Post

Однако сезон окончился разочарованием для «Хартс». В последнем туре чемпионата команда проиграла дома со счётом 2:0 «Килмарноку», уступив титул чемпиона по дополнительным показателям (обе команды набрали по 50 очков). Йенсен в том матче мог забить дважды, но оба раза попал в штангу. Тем не менее, несмотря на эту неудачу, Йенсен завоевал уважение болельщиков.
Среди впечатлённых мастерством Йенсена был нападающий «Данфермлина» Алекс Фергюсон. «Наша тактика [в матчах против „Хартс“] была в основном „остановить Супер-Йенсена“», — сказал Фергюсон много лет спустя. Однако последующие сезоны норвежца в клубе были омрачены травмами и конфликтом с тренером. В 1966 году после 15 лет руководства клубом команду покинул Уолкер, а его преемник, Джон Харви, был менее впечатлён игрой Йенсена. «Полагаю, он просто меня не любил», — сказал позже Йенсен, утверждая, что к нему «относились очень несправедливо». В итоге футболиста часто отправляли играть за резервный состав.
Гол Йенсена в матче против «Партик Тисл» в сезоне 1967/68 многие из старшего поколения болельщиков считают самым зрелищным в истории клуба. Получив мяч на левом фланге, норвежец обвёл пятерых защитников и вратаря, прежде чем забить гол. В том году он демонстрировал хорошую форму, забив девять мячей в 22 играх. В полуфинале Кубка Шотландии он забил первый гол в ворота «Гринок Мортон», а в экстра-таймах при счёте 1:1 реализовал пенальти. Однако «Хартс» неожиданно проиграли финал «Данфермлин Атлетик» со счётом 1:3. По окончании сезона Йенсена хотел приобрести «Фейеноорд», но норвежец отказался.
В сезоне 1968/69 в клуб пришёл новый помощник тренера Джок Уоллес, который представил команде свой собственный стиль тренировок, тактики и мотивации. Это помогло «Хартс» ближе к концу сезона улучшить результаты, и команда проиграла только одну из последних девяти игр лиги, финишировав на восьмом месте. Роальд Йенсен наряду с Вилли Гамильтоном стали лучшими бомбардирами команды, забив по семь мячей.
За сезон 1969/70 Йенсен сыграл лишь пять матчей и забил три гола. Один из них — в ноябре в матче с «Селтиком», «Хартс» одержали победу со счётом 2:0. После этого матча команда заиграла увереннее и потерпела лишь три поражения в оставшихся 17 матчах лиги.
Йенсен выступал за «Хартс» до 1971 года. Его карьере в клубе помешали травмы и конфликты с тренером, в четырёх сезонах из семи он сыграл менее десятка матчей чемпионата.

### Возвращение в «Бранн»
Йенсен вернулся в «Бранн» летом 1971 года. В этом сезоне он сыграл заключительные девять матчей в лиге, забив два мяча. Несмотря на возвращение Йенсена, «Бранн» завершил сезон на предпоследнем месте. Команда избежала понижения, так как в 1972 году лига была расширена до 12 команд, и только одна команда опустилась дивизионом ниже.
Во время предсезонной подготовки в 1972 году Йенсен участвовал в футбольном турнире в помещении и в ходе одного из матчей на арене «Хаукеландхаллен» подрался с рефери. Он был отстранён от футбола на шесть месяцев и не мог сыграть половину матчей сезона, вернувшись на поле лишь после летнего перерыва. В том сезоне «Бранн» вышел в финал Кубка Норвегии, где с минимальным счётом обыграл «Русенборг», завоевав кубок впервые за 47 лет. Несмотря на своё длительное отсутствие, Йенсен был признан «футболистом года» в Норвегии, сыграв в чемпионате десять матчей и забив три гола.
Йенсен регулярно играл в сезоне 1973 года и в возрасте 30 лет ещё не демонстрировал спада формы. В этом сезоне он поссорился с тренером Рэем Фрименом, который забрал у него капитанскую повязку. Однако совет директоров клуба настаивал на том, чтобы Йенсен оставался капитаном. Когда у игрока также начался конфликт с новым тренером Билли Эллиоттом, он и его брат Кьелл решили завершить выступления. Последний матч Роальда Йенсена в качестве игрока «Бранна» состоялся 7 ноября 1973 года в рамках Кубка обладателей кубков против «Гленторана», который норвежцы проиграли со счётом 3:1 (4:2 по сумме двух матчей).
Всего Йенсен сыграл 244 матча за «Бранн», включая неофициальные игры, и считается лучшим игроком в истории клуба.

## Национальная сборная
Йенсен дебютировал в составе сборной Норвегии в товарищеском матче против Австрии 22 июня 1960 года в возрасте 17 лет и 161 день, он является третьим в списке самых молодых игроков, выходивших на поле в форме сборной Норвегии. Вызов Йенсена в сборную породил ряд споров — причинами были молодость игрока и тот факт, что одним из членов отборочного комитета был директор «Бранна». Даже тренер сборной Вильгельм Кмент сказал, что Йенсен ещё почти ребёнок. Тем не менее, футболист получил положительные отзывы за своё выступление против Австрии и сохранил место в команде. 28 августа 1960 года Йенсен забил первый мяч за сборную, став самым молодым автором гола в истории национальной команды Норвегии. Этот мяч он провёл в ворота Финляндии в матче, который Норвегия выиграла со счётом 6:3. 18 сентября 1960 года Норвегия играла против Швеции, Йенсен и его товарищ по «Бранну» Рольф Биргер Педерсен продемонстрировали хорошую игру и Норвегия выиграла со счётом 3:1. После матча шведская газета Dagens Nyheter назвала Йенсена «новым королём Норвегии».
В начале 1960-х годов Йенсен был основным игроком сборной, а 7 ноября 1963 года, после игры против Шотландии, стал самым молодым футболистом, получившим «Золотые часы» (награда вручается Норвежской футбольной ассоциацией игрокам, которые провели 25 матчей за сборную). Однако из-за запрета профессионалам играть в сборной Йенсен перестал вызываться в команду, когда присоединился к «Хартс» в 1965 году. Он не играл за сборную до 1969 года, когда правило было отменено. Йенсен вернулся в сборную на товарищеский матч против Мексики, который его команда проиграла со счётом 2:0. Свой последний матч за сборную он сыграл против Венгрии 27 октября 1971 года (поражение 4:0). В общей сложности Йенсен провёл 31 матч за Норвегию и забил пять голов.

### Матчи за сборную
| Матчи и голы Йенсена за сборную Норвегии | Матчи и голы Йенсена за сборную Норвегии | Матчи и голы Йенсена за сборную Норвегии | Матчи и голы Йенсена за сборную Норвегии | Матчи и голы Йенсена за сборную Норвегии | Матчи и голы Йенсена за сборную Норвегии | Матчи и голы Йенсена за сборную Норвегии |
| №                                        | Дата                                     | Соперник                                 | Счёт                                     | Голы Йенсена                             | Соревнование                             |                                          |
| ---------------------------------------- | ---------------------------------------- | ---------------------------------------- | ---------------------------------------- | ---------------------------------------- | ---------------------------------------- | ---------------------------------------- |
| 1                                        | 22 июня 1960                             | Австрия                                  | 1:2                                      | -                                        | Товарищеский матч                        |                                          |
| 2                                        | 28 августа 1960                          | Финляндия                                | 6:3                                      | 1                                        | ЧСЕ 1960—1963                            |                                          |
| 3                                        | 18 сентября 1960                         | Швеция                                   | 3:1                                      | -                                        | ЧСЕ 1960—1963                            |                                          |
| 4                                        | 6 ноября 1960                            | Ирландия                                 | 1:3                                      | -                                        | Товарищеский матч                        |                                          |
| 5                                        | 16 мая 1961                              | Мексика                                  | 1:1                                      | -                                        | Товарищеский матч                        |                                          |
| 6                                        | 1 июня 1961                              | Турция                                   | 0:1                                      | -                                        | Квалификация к ЧМ-1962                   |                                          |
| 7                                        | 27 июня 1961                             | Финляндия                                | 1:4                                      | -                                        | ЧСЕ 1960—1963                            |                                          |
| 8                                        | 23 августа 1961                          | СССР                                     | 0:3                                      | -                                        | Квалификация к ЧМ-1962                   |                                          |
| 9                                        | 22 октября 1961                          | Швеция                                   | 0:2                                      | -                                        | ЧСЕ 1960—1963                            |                                          |
| 10                                       | 29 октября 1961                          | Турция                                   | 1:2                                      | 1                                        | Квалификация к ЧМ-1962                   |                                          |
| 11                                       | 5 ноября 1961                            | Мальта                                   | 1:1                                      | -                                        | Товарищеский матч                        |                                          |
| 12                                       | 16 мая 1962                              | Нидерланды                               | 2:1                                      | 1                                        | Товарищеский матч                        |                                          |
| 13                                       | 11 июня 1962                             | Дания                                    | 1:6                                      | -                                        | ЧСЕ 1960—1963                            |                                          |
| 14                                       | 21 июня 1962                             | Швеция                                   | 0:2                                      | -                                        | Квалификация к ЧЕ-1964                   |                                          |
| 15                                       | 26 августа 1962                          | Финляндия                                | 2:1                                      | -                                        | ЧСЕ 1960—1963                            |                                          |
| 16                                       | 16 сентября 1962                         | Швеция                                   | 2:1                                      | 1                                        | ЧСЕ 1960—1963                            |                                          |
| 17                                       | 4 ноября 1962                            | Швеция                                   | 1:1                                      | -                                        | Квалификация к ЧЕ-1964                   |                                          |
| 18                                       | 15 мая 1963                              | Польша                                   | 2:5                                      | -                                        | Товарищеский матч                        |                                          |
| 19                                       | 4 июня 1963                              | Шотландия                                | 4:3                                      | -                                        | Товарищеский матч                        |                                          |
| 20                                       | 27 июня 1963                             | Финляндия                                | 0:2                                      | -                                        | ЧСЕ 1960—1963                            |                                          |
| 21                                       | 14 августа 1963                          | Швеция                                   | 0:0                                      | -                                        | ЧСЕ 1960—1963                            |                                          |
| 22                                       | 4 сентября 1963                          | Польша                                   | 0:9                                      | -                                        | Товарищеский матч                        |                                          |
| 23                                       | 15 сентября 1963                         | Дания                                    | 0:4                                      | -                                        | ЧСЕ 1960—1963                            |                                          |
| 24                                       | 3 ноября 1963                            | Швейцария                                | 2:0                                      | 1                                        | Товарищеский матч                        |                                          |
| 25                                       | 7 ноября 1963                            | Шотландия                                | 1:6                                      | -                                        | Товарищеский матч                        |                                          |
| 26                                       | 13 мая 1964                              | Ирландия                                 | 1:4                                      | -                                        | Товарищеский матч                        |                                          |
| 27                                       | 8 мая 1969                               | Мексика                                  | 0:2                                      | -                                        | Товарищеский матч                        |                                          |
| 28                                       | 19 июня 1969                             | Швеция                                   | 2:5                                      | -                                        | Квалификация к ЧМ-1970                   |                                          |
| 29                                       | 10 сентября 1969                         | Франция                                  | 1:3                                      | -                                        | Квалификация к ЧМ-1970                   |                                          |
| 30                                       | 17 июня 1970                             | Финляндия                                | 2:0                                      | -                                        | ЧСЕ 1968—1971                            |                                          |
| 31                                       | 27 октября 1971                          | Венгрия                                  | 0:4                                      | -                                        | Квалификация к ЧЕ-1972                   |                                          |

Итого: 31 матч / 5 голов; 8 побед, 4 ничьи, 19 поражений.

## Стиль игры
Ещё на молодёжном уровне футбольные аналитики отмечали развитые технические навыки Йенсена. В первые сезоны в составе «Бранна» известность ему принесли хороший контроль мяча, финты, точные удары и передачи. Защитники команд-соперников часто не могли остановить его в рамках правил. Благодаря виртуозному владению мячом он получил прозвище «Книксен», что на норвежском означает «жонглёр», а британское издание The Guardian назвало его «Гарринчей северных стран».
Недостатком Йенсена был вспыльчивый характер: он часто вступал в перепалки с соперниками, когда те сбивали его с ног. За свою карьеру он получил пять красных карточек и одну полугодичную дисквалификацию.

## Статистика
| Сезон            | Клуб             | Лига              | Чемпионат | Чемпионат | Кубок | Кубок | Кубок лиги | Кубок лиги | КОК  | КОК  | Всего | Всего |
| Сезон            | Клуб             | Лига              | Игры      | Голы      | Игры  | Голы  | Игры       | Голы       | Игры | Голы | Игры  | Голы  |
| ---------------- | ---------------- | ----------------- | --------- | --------- | ----- | ----- | ---------- | ---------- | ---- | ---- | ----- | ----- |
| 1959/60          | Бранн            | Главная лига      | 6         | 2         | 2     | 1     | —          | —          | —    | —    | 8     | 3     |
| 1960/61          | Бранн            | Региональная лига | 12        | 12        | 4     | 3     | —          | —          | —    | —    | 16    | 15    |
| 1961/62          | Бранн            | Главная лига      | 30        | 24        | 10    | 7     | —          | —          | —    | —    | 40    | 31    |
| 1963             | Бранн            | Первый дивизион   | 18        | 10        | 4     | 6     | —          | —          | —    | —    | 22    | 16    |
| 1964             | Бранн            | Первый дивизион   | 16        | 3         | 4     | 5     | —          | —          | —    | —    | 20    | 8     |
| 1964/65          | Хартс            | Первый дивизион   | 15        | 3         | 3     | 0     | —          | —          | —    | —    | 18    | 3     |
| 1965/66          | Хартс            | Первый дивизион   | 5         | 0         | 0     | 0     | 4          | 0          | —    | —    | 9     | 0     |
| 1966/67          | Хартс            | Первый дивизион   | 7         | 0         | 5     | 1     | —          | —          | —    | —    | 12    | 1     |
| 1967/68          | Хартс            | Первый дивизион   | 15        | 5         | 6     | 3     | 1          | 1          | —    | —    | 22    | 9     |
| 1968/69          | Хартс            | Первый дивизион   | 22        | 7         | 2     | 0     | 2          | 0          | —    | —    | 26    | 7     |
| 1969/70          | Хартс            | Первый дивизион   | 5         | 3         | 0     | 0     | —          | —          | —    | —    | 5     | 3     |
| 1970/71          | Хартс            | Первый дивизион   | 5         | 1         | 1     | 0     | 4          | 1          | —    | —    | 10    | 2     |
| 1971             | Бранн            | Первый дивизион   | 9         | 2         | 0     | 0     | —          | —          | —    | —    | 9     | 2     |
| 1972             | Бранн            | Первый дивизион   | 10        | 3         | 4     | 0     | —          | —          | —    | —    | 14    | 3     |
| 1973             | Бранн            | Первый дивизион   | 21        | 4         | 5     | 1     | —          | —          | 4    | 1    | 30    | 6     |
| Всего за карьеру | Всего за карьеру | Всего за карьеру  | 196       | 79        | 50    | 27    | 11         | 2          | 4    | 1    | 261   | 109   |

## Достижения
«Бранн»
- Чемпионат Норвегии: 1961/62, 1963
- Кубок Норвегии: 1972

«Харт оф Мидлотиан»
- Чемпионат Шотландии (2-е место): 1964/65
- Кубок Шотландии (финалист): 1967/68

## Личная жизнь
15 июля 1967 года Роальд Йенсен женился на медсестре Еве Софи Йетмундсен (1946 г. р.). Их сын Сондре Йенсен также стал футболистом, но сыграл на профессиональном уровне лишь пять матчей. Во время первого этапа карьеры в «Бранне» Йенсен параллельно работал в Fiskernes Bank в Бергене. После ухода из футбола он продолжал работать в банковском и страховом секторе в Бергене. В свободное время любил рыбалку. После окончания карьеры Йенсен продолжал играть за команды ветеранов «Бранна».

## Смерть и память
Йенсен умер от сердечной недостаточности 6 октября 1987 года во время тренировки с командой ветеранов «Бранна» под названием «Гамлекара». Его похороны в церкви района Филлингсдален посетило несколько тысяч человек.
В 1995 году рядом со стадионом «Бранн» была установлена бронзовая статуя Йенсена работы норвежского скульптора Пера Унга. В 2008 году большая площадь рядом с двумя новыми трибунами стадиона была названа в честь Роальда Йенсена. Она также стала новым юридическим адресом футбольного клуба «Бранн».
В честь Роальда Йенсена была названа награда «Книксен» (с 2013 года носит название «Золотой мяч»), которая присуждается норвежским футболистам после каждого футбольного сезона. С 1990 по 2013 год награда вручалась общественной организацией Norsk Toppfotball. Отдельные награды присуждались лучшему вратарю, защитнику, полузащитнику, нападающему, тренеру и рефери. Приз «Книксен» признан самой престижной наградой норвежского футбола.